# Плитка для сухого пального

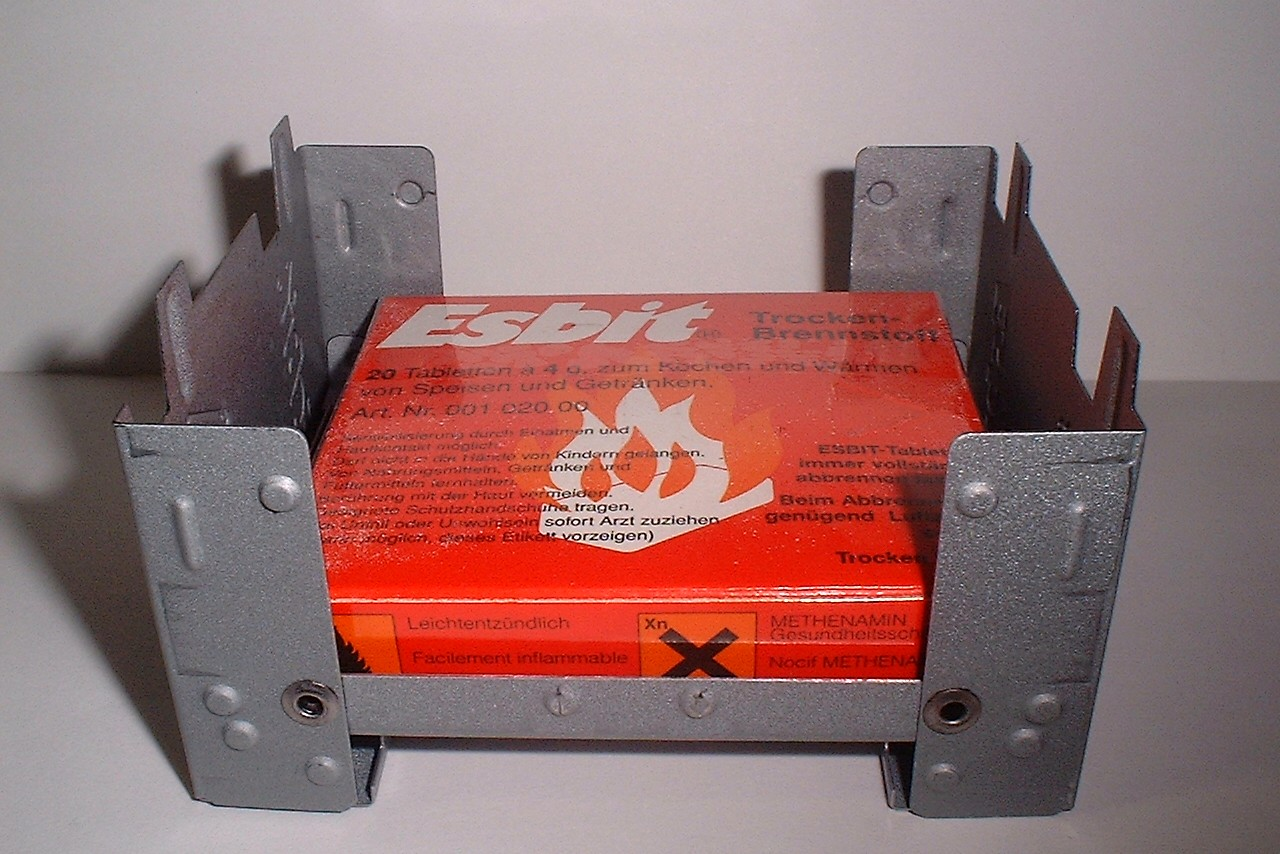
Складана плитка із запакованим пальним

Плитка для сухого пального — плитка для готування їжі, яка використовує сухе пальне Функція печі — використання в надзвичайних ситуаціях. Вона виступає платформою для приготування їжі та захистом полум'я від вітру (параваном). Плитка спроєктована компактно складаною для зберігання.